# ويليام هنري براغ

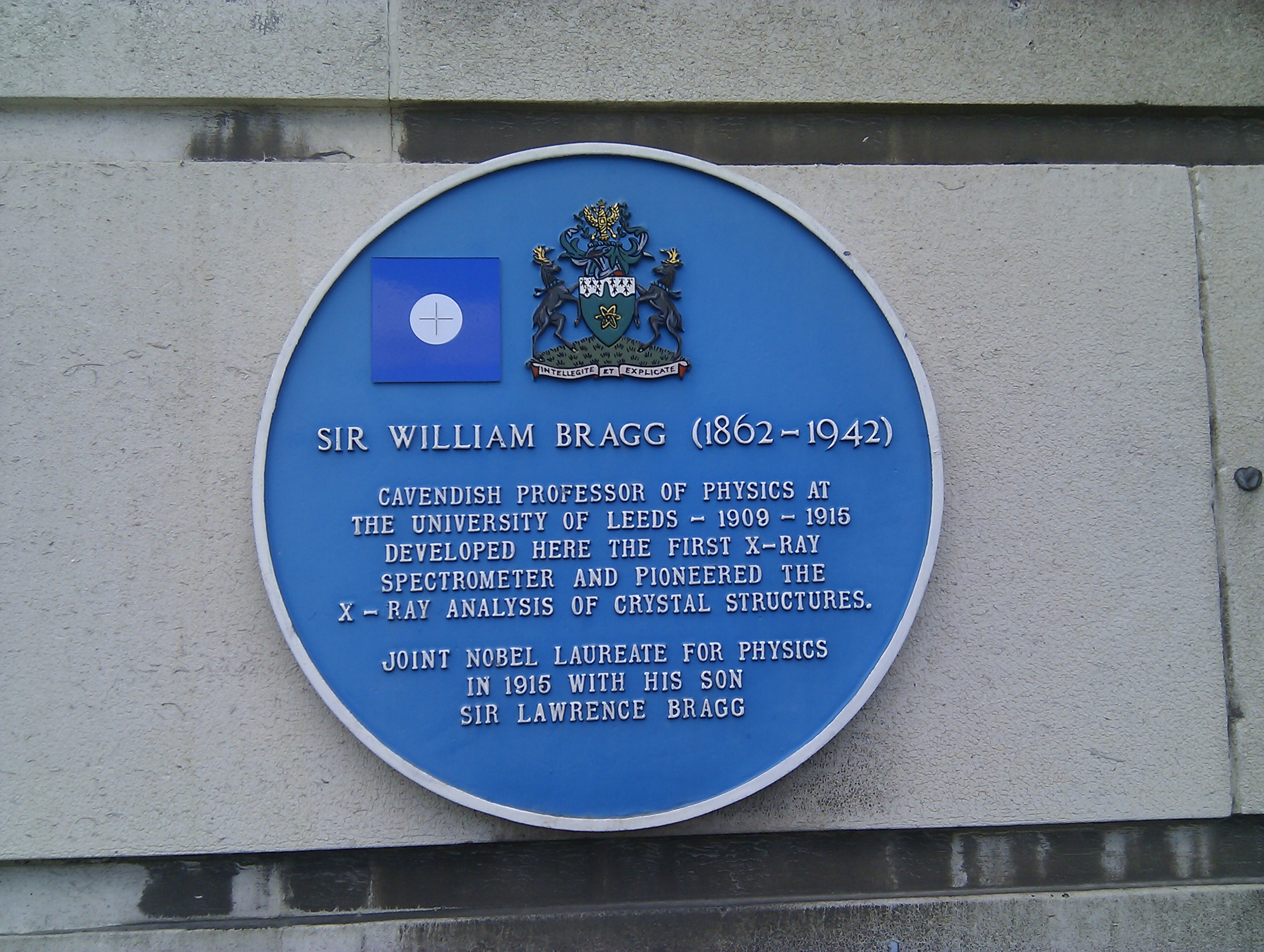
درع تذكاري على مبنى باركنسون ، جامعة ليدز

السير وليم هنري براغ (بالإنجليزية: Sir William Henry Bragg)‏ (مواليد 2 يوليو 1862 - توفي في 10 مارس 1942) كان عالم فيزياء وكيمياء بريطاني حصل على جائزة نوبل في الفيزياء بالاشتراك مع ابنه لورنس هنري براغ عام 1915.

## روابط خارجية
- ويليام هنري براغ على موقع الموسوعة البريطانية (الإنجليزية)
- ويليام هنري براغ على موقع إن إن دي بي (الإنجليزية)